# Daniel Armando Ríos
Daniel Armando Ríos Calderón  (Miguel Hidalgo, 22 de febrero de 1995) es un futbolista mexicano. Juega de delantero y su equipo es el Vancouver Whitecaps F. C., de la Major League Soccer.

## Trayectoria

### Inicios y Club Deportivo Guadalajara
A la edad de 6 años fue parte de las fuerzas básicas del Club América donde en 2006 fue separado de las fuerzas básicas sin razón alguna. Para ese mismo año fue invitado por un visor del Club Deportivo Guadalajara, donde se convirtió en goleador de Chivas Coyoacán. Llamó la atención de José Luis Real, quien era el encargado de las Fuerzas Básicas de Chivas, llevándolo a Guadalajara para el 2009, jugando para los equipos Sub-15, Sub-17 y Sub-20.
Llamó la atención del técnico José Manuel de la Torre, llevándolo al primer equipo de cara al Clausura 2015.
Debutó en la Copa MX el 24 de febrero de 2015, ante el Irapuato FC.

### Deportivo Tepic
Tras finalizar el Clausura 2015, Chivas lo mandó al Deportivo Tepic con el fin de retomar su nivel. Debutó el 8 de enero de 2016, ante los Murciélagos FC, donde marcó su primer gol como profesional metiendo 4 goles, siendo el marcador de 6-0.

### Club Atlético Zacatepec
Se anunció la mudanza de Tepic a Zacatepec, y el jugador, que militaba en Coras, pasó a Zacatepec.

### North Carolina Football Union
Para diciembre de 2017, tras ya no entrar en planes de Zacatepec, y al no tener ningún interés por algún equipo en México por sus servicios, se oficializó su fichaje pr el North Carolina Football Club en calidad de préstamo por un año, sin opción a compra.

### Nashville SC
El 20 de noviembre de 2018 el Nashville SC de la Major League Soccer anunció el fichaje de Ríos para la temporada 2020 de la MLS. El delantero mexicano fue enviado a préstamo al equipo de la USL para la temporada 2019.

### Club Deportivo Guadalajara (Segunda Etapa)
El 25 de diciembre de 2022, se oficializa el regreso de Daniel Ríos a Chivas.

## Clubes
| Club                    | País           | Año       |
| ----------------------- | -------------- | --------- |
| Guadalajara             | México         | 2015-2018 |
| Coras (cedido)          | México         | 2016-2017 |
| Zacatepec (cedido)      | México         | 2017      |
| North Carolina FC       | Estados Unidos | 2018      |
| Nashville SC            | Estados Unidos | 2019-2022 |
| Charlotte FC            | Estados Unidos | 2022      |
| Guadalajara             | México         | 2023-     |
| Atlanta United (cedido) | Estados Unidos | 2024      |

## Palmarés

### Títulos nacionales
| Título  | Club        | País   | Año  |
| ------- | ----------- | ------ | ---- |
| Copa MX | Guadalajara | México | 2015 |